# Architekturstudium

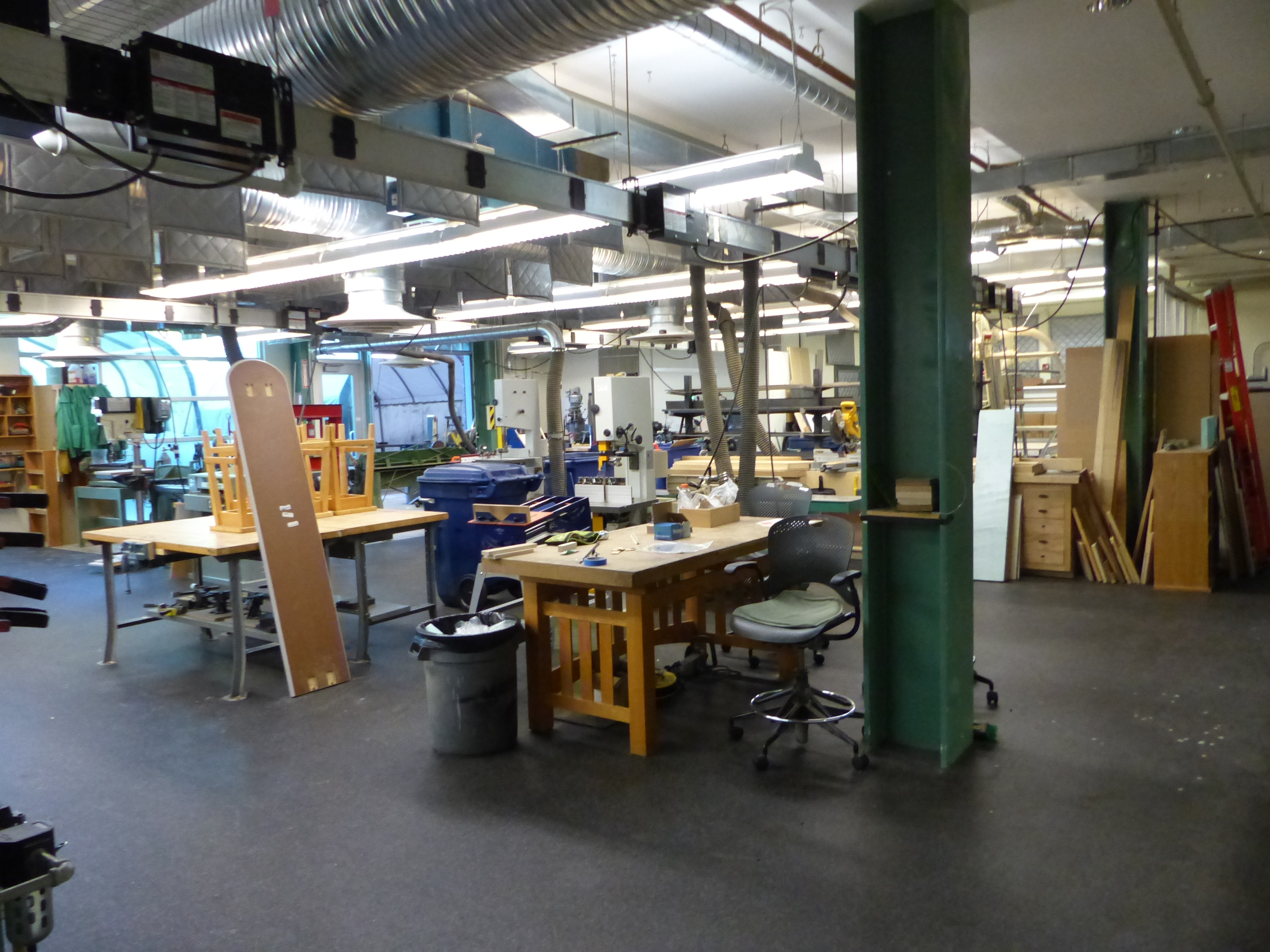
Holzwerkstatt im Stuckeman Family Building

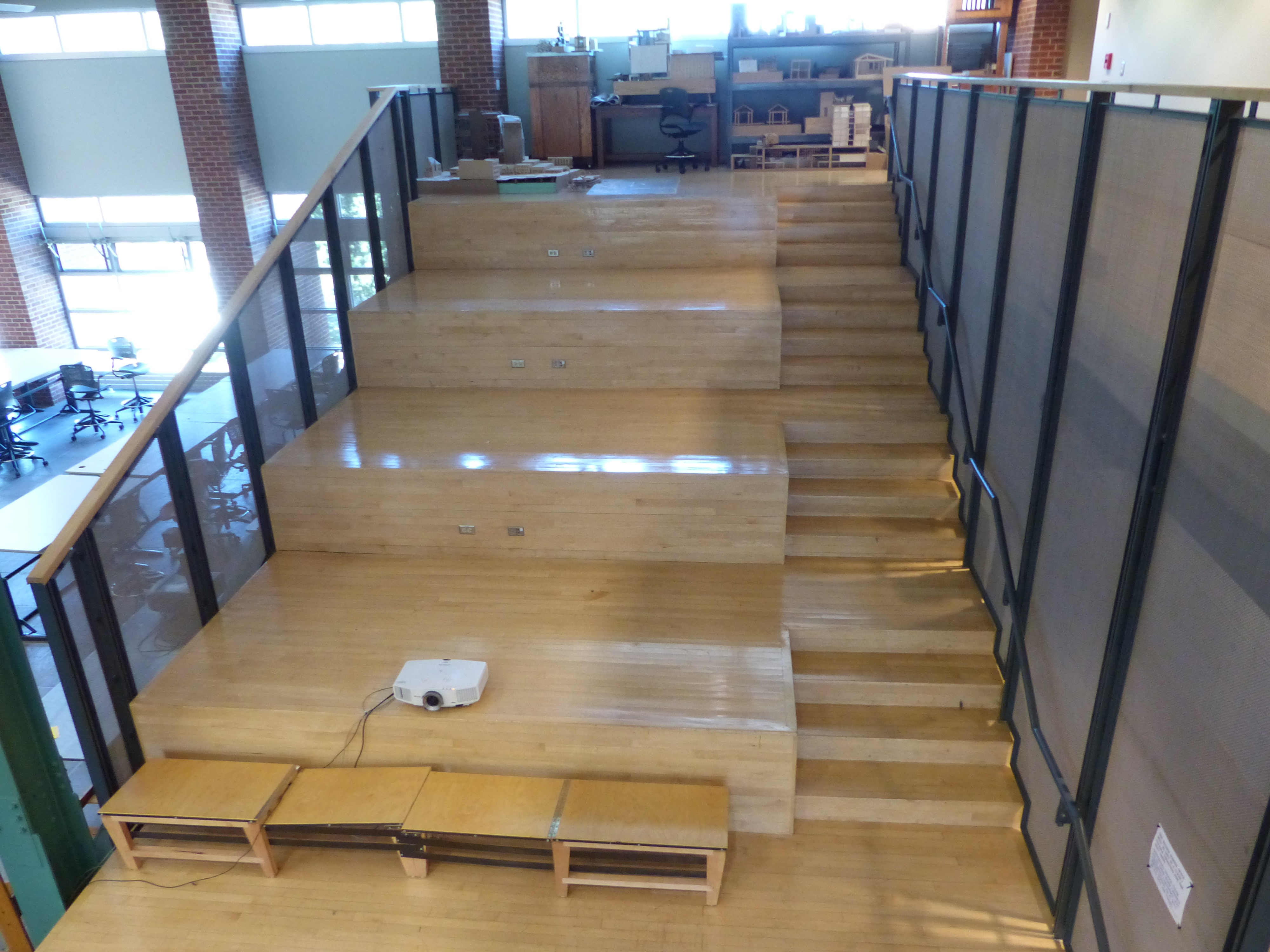
Vorlesungsbereich im Stuckeman Family Building

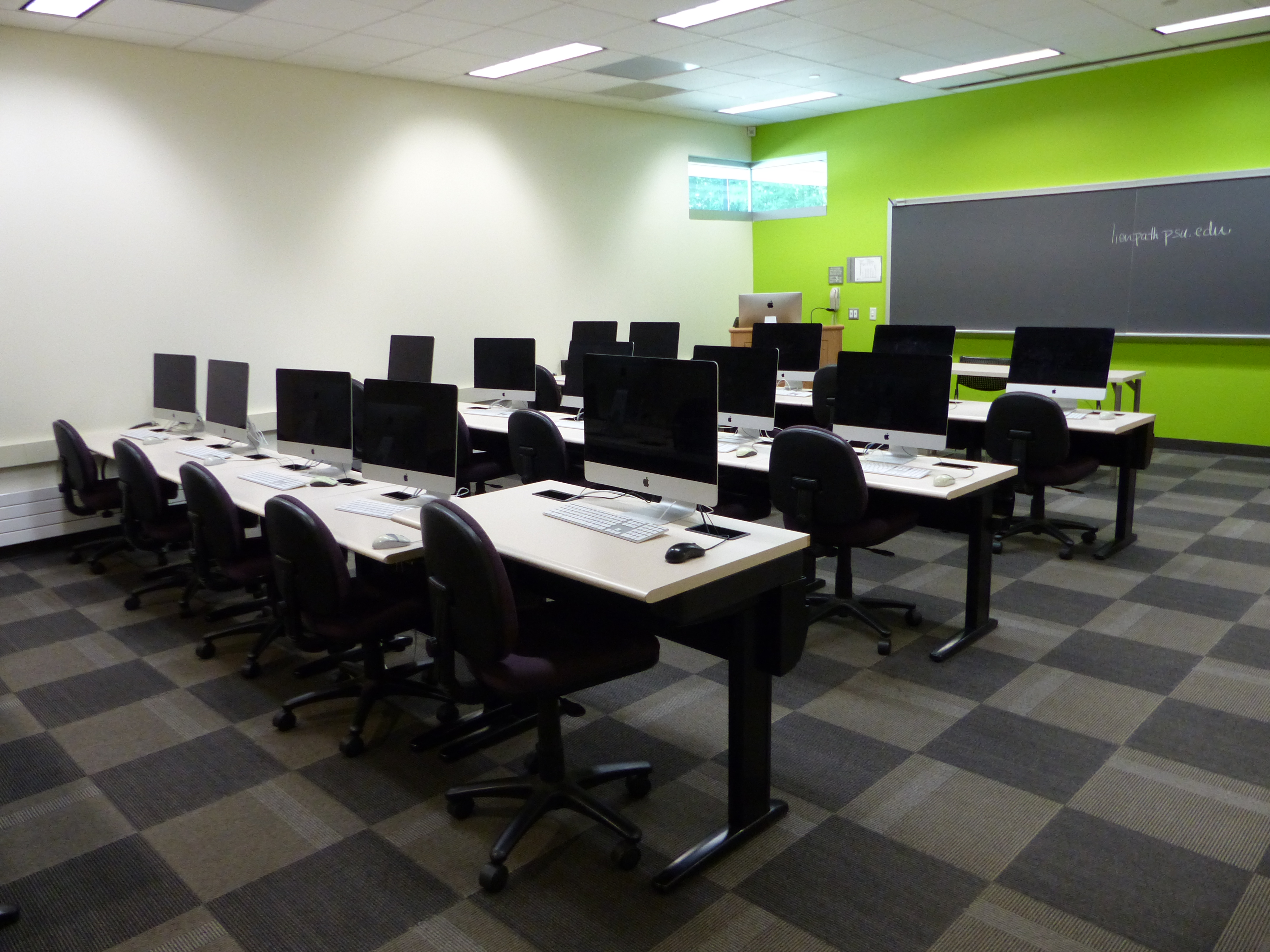
Unterrichtsraum im Stuckeman Family Building

Dieser Artikel befasst sich mit dem Studium der Architektur, also mit dem wissenschaftlich ausgerichteten Erlernen und Erforschen des planvollen Entwerfens, Gestaltens und Konstruierens von Bauwerken.

## Geschichte
In Frankreich war ein Architekturstudium an der École nationale supérieure des beaux-arts de Paris schon seit 1797 möglich gewesen. Unter den namhaftesten frühen Absolventen befinden sich Johann Peter Weyer und Paul Abadie. Im Deutschen Reich hat Karl Friedrich Schinkel 1799/1800 ein Semester lang an der neu gegründeten Berliner Bauakademie studiert.
In den Vereinigten Staaten war die MIT School of Architecture and Planning des Massachusetts Institute of Technology (MIT; Cambridge, Massachusetts) 1865 die erste Hochschuleinrichtung, die einen Studiengang Architektur anbot. Zu den ersten Studenten dort zählte Louis Sullivan.

## Inhalte
Die Inhalte des Architekturstudiums ändern sich wie die Aufgaben des Architekten ständig. Das abwechslungsreiche und weit gestreute Studium ist je nach Hochschule unterschiedlich; von der Ausbildung zum Generalisten bis zur Konzentration auf einzelne Bereiche. Die Studienfächer sind oder können sein: Entwerfen, Darstellungstechnik, Gebäudekunde, Geschichte der Architektur bzw. Bau- und Kunstgeschichte, Architekturinformatik, Architekturtheorie, Baukonstruktion, Baumanagement, Bauchemie oder Baustoffkunde, Bauphysik, Haustechnik, Tragwerkslehre oder Baustatik im Bereich Betonbau, Holzbau, Stahlbau, (ggf. Grundbau) sowie Städtebau und Bauleitplanung, Baurecht (bzw. Bau- und Planungsrecht), Freiraum- und Landschaftsplanung ggf. auch Innenraumplanung.
Je nach Fachbereich und individuellen Interessen gibt es verschiedene Vertiefungsrichtungen. Das Architekturstudium vermittelt den Studenten grundlegende Kenntnisse und das nötige Wissen, um später als Architekt arbeiten zu können. Wichtig neben der reinen Wissensvermittlung ist jedoch auch das Training der individuellen Fähigkeiten, Strategien und Arbeitstechniken.
Das Architekturstudium beinhaltet dabei jedoch nicht zwingend die Fachrichtungen Bauingenieurwesen, Innenarchitektur und Landschaftsarchitektur. Für diese gibt es jeweils andere Ausbildungswege.

## Deutschland
Die Ausbildung zum Beruf des Architekten kann an insgesamt 64 Hochschulen erfolgen. Die Zahl der Personen, die für eine Architekturfachrichtung eingeschrieben waren, betrug im Jahre 2011 fast 31.000 (von ca. 2,5 Mio. Studierenden insgesamt).

### Zugangsvoraussetzungen
Die Zugangsvoraussetzungen (Abitur, Fachhochschulreife, Praktikum, Berufsausbildung im Baubereich) sind unterschiedlich. Da sie sich öfter ändern ist es sinnvoll, sie direkt von der jeweiligen Hochschule zu erfragen. Einige Hochschulen führen ein eigenes Auswahlverfahren zur Studieneignung durch, in dem die künstlerische Eignung der Studienbewerber geprüft wird (Vorlage von Zeichnungen, Gespräche etc.). In Deutschland wird an 21 Hochschulen nur der Abiturnachweis gefordert, an 11 Hochschulen wird eine Eignungsprüfung verlangt und an 32 Hochschulen ist ein Praktikum erforderlich.

### Studiendauer
Die Studiendauer ist je nach Hochschule und angestrebten Abschluss unterschiedlich. Ein Studium mit dem Abschluss Diplom-Ingenieur (Dipl.-Ing.) dauert normalerweise als Regelstudienzeit an einer Universität zehn Semester und an einer Fachhochschule acht Semester. Ein konsekutives Bachelor-Master-Studium dauert 10 Semester einschließlich der Masterthesis, wobei an den meisten Hochschulen der Bachelor mit sechs und der Master mit vier Semestern ausgelegt ist. Bei einigen Hochschulen ist ein Praxissemester in den Studienablauf integriert. Die durchschnittliche Studiendauer liegt – vor allem an den Universitäten – jedoch oft über der theoretischen Regelstudienzeit.

### Studienrichtungen
Grundsätzlich sind in Deutschland drei verschiedene Studienrichtungen zu unterscheiden, auf die man sich bereits durch die Wahl der Hochschule festlegt: Architektur (Hochbau), Innenarchitektur und Landschaftsarchitektur. Beim „klassischen“ Architekturstudium (Hochbau) gibt es dann meist verschiedene Vertiefungsrichtungen, die man nach dem Grundstudium wählt, z. B. Städtebau, Baudenkmalpflege, Baumanagement, Landbau.

### Form der Lehre
Die Form der Lehre ist von Fach zu Fach und von Professor zu Professor sehr unterschiedlich. In den Fächern, in denen es um Wissensvermittlung geht, findet die Lehre vornehmlich in Vorlesungen und Übungsseminaren statt. In den Fächern zur Steigerung der kreativen und individuellen Fähigkeiten der Studenten und der Entwicklung einer eigenen Haltung zum Entwerfen und zur Baukonstruktion werden im Rahmen individueller Aufgabenstellungen und Projekte mit viel Eigeninitiative Kenntnisse von den Studenten selbst erarbeitet. Dies hat zur Folge, dass viele Modulprüfungen innerhalb des Studiums nicht in Form von Klausuren, sondern in Form von Abgabeleistungen (vor allem Entwürfe und Werkpläne) absolviert werden.
Dabei sind die Grundleistungen bei einer Entwurfsaufgabe, die bis zur Abgabe des Entwurfs gefordert werden, meist Grundrisse, Schnitte und Ansichten, sowie ein Entwurfsmodell. Oftmals ist die Präsentation und Erläuterung des Entwurfs im Plenum dabei Teil der Aufgabenstellung.
Es gibt Lehrende, die den Studenten in Form einer „Meisterklasse“ ihr Architekturkonzept, ihre Techniken vermitteln. Die Studenten profitieren dabei unmittelbar von der Erfahrung des Lehrenden. Viele Professoren aus dem Bereich Entwurf bringen als Architekten ihre Erfahrungen ein oder leiten oft noch neben der Lehre ein Architekturbüro.

### Abschluss
Im Jahr 2010 haben ca. 6.000 Studierende die Abschlussprüfung erfolgreich abgelegt. Je nach Hochschule ist der Abschluss verschieden. In der Vergangenheit waren es vor allem der Diplom-Ingenieur / die Diplom-Ingenieurin Architektur (Dipl.-Ing.). Nach erfolgreichem Studienabschluss ist man kein „Architekt“. Die Berufsbezeichnung „Architekt“ ist in Deutschland geschützt und darf nur von Mitgliedern der Architektenkammern getragen werden. Nur mit der Berufsbezeichnung „Architekt“ oder als im Verzeichnis der bauvorlageberechtigten Ingenieure geführter Bauingenieur ist man in Deutschland uneingeschränkt bauvorlageberechtigt (große Bauvorlageberechtigung).
Im Zuge des Bologna-Prozesses laufen die Diplomstudiengänge aus und werden auf gestufte Studiengänge umgestellt. Daher ist es bereits an zahlreichen Hochschulen nur noch möglich, einen Abschluss als Bachelor und Master zu erwerben. Dabei werden in der Regel die Abschlüsse Bachelor of Arts (B.A.), Bachelor of Science (B.Sc.) oder Bachelor of Engineering (B.Eng.) sowie Master of Arts (M.A.), Master of Science (M.Sc.) oder Master of Engineering (M.Eng.) vergeben. Ein Absolvent eines Architekturstudiums kann beispielsweise die Bezeichnung B.Sc. of Architecture tragen.
Der Bachelor-Abschluss wird teilweise von den deutschen Architektenkammern als nicht berufsqualifizierend angesehen und genügt dadurch nicht den Anforderungen für die Aufnahme in die jeweilige Architektenkammer. Vorteile dieses Abschlusses sollen in dem modularen Studienaufbau und der höheren internationalen Vergleichbarkeit liegen.

### Berufsberechtigung
Nach seiner Ausbildung ist der Absolvent in Deutschland noch nicht Architekt im Sinne des Architektenrechts. Erst eine mehrjährige praktische Tätigkeit berechtigt ihn zur Eintragung in die Architektenlisten der Architektenkammern in den Ländern. Grundvoraussetzung zur Aufnahme in eine Kammer ist in den meisten Ländern der Abschluss eines mindestens achtsemestrigen Architekturstudiums sowie zwei Jahre Berufserfahrung. Bei der optionalen Vertiefung Städtebau trägt man als Mitglied einer Architektenkammer nicht die Berufsbezeichnung Architekt.

### Lehre
Im Studiengang Architektur sind 1.004 Professoren und Professorinnen tätig, davon sind 16,8 % Frauen (169 stand Wintersemester 2012/2013).

## Liechtenstein
Die Architektenausbildung an der Universität Liechtenstein im Fürstentum Liechtenstein erfolgt nach dem international etablierten Bachelor-, Master- und Doktoratssystem. Lehrende und Studierende aus über 20 Nationen sind vertreten. Das Masterstudium mit den Vertiefungsrichtungen „Sustainable Design“, „Design Theory“ und „Urbanscape“ erfolgt ausschließlich auf Englisch. Weiterhin werden u. a. Weiterbildungskurse für Architekten angeboten, für Baumanagement, Bauökonomie, Energie und Ökologie, Immobilienbewertung und Schadenfreies Planen.

## Österreich
Universitäten mit Architekturausbildung:
- Universität für künstlerische und industrielle Gestaltung Linz: Architektur und Urbanistik, Holzbaulehrgang (Master)
- Technische Universität Graz: Architektur
- Universität Innsbruck: Architektur
- Technische Universität Wien: Architektur und Raumplanung
- Universität für angewandte Kunst Wien: Architektur
- Akademie der bildenden Künste Wien: Architektur

Hochschulen mit Architekturausbildung:
- Fachhochschule Joanneum in Graz: Architektur (Master), Bauplanung und Bauwirtschaft (Bachelor)
- Fachhochschule Kärnten: Architektur(Bachelor), Architektur - Objektentwicklung (Master)
- FH Campus Wien: Green Building (Bachelor) - Green Building (Master, ab 2016/2017)

## Schweiz
Universitäten und Hochschulen mit Architekturausbildung:
- Eidgenössische Technische Hochschule Zürich (ETHZ); Aufsicht und Ausbildungsregelung durch den Bund
- Eidgenössische Technische Hochschule Lausanne (Ecole Polytechnique Fédérale de Lausanne, EPFL); Aufsicht wie in Zürich
- Universität der italienischen Schweiz (Università della Svizzera italiana, USI) – kantonale Uni, interkantonale Koordination
- Kantonale Fachhochschulen (FH), unterstehen der Aufsicht und Ausbildungsregelung durch den Bund, zumeist Bachelor- und Masterausbildung
  - Hochschule für Gestaltung und Kunst (HGK) in Basel im Verbund der Fachhochschule Nordwestschweiz, bietet die Fachrichtung Innenarchitektur und Szenografie an
  - Berner Fachhochschule Architektur, Holz und Bau in Burgdorf und Biel
  - Hochschule für Technik und Wirtschaft Chur
  - Hochschule Luzern – Technik & Architektur
  - Hochschule für Technik und Umwelt der Fachhochschule Nordwestschweiz im Verbund der Fachhochschule Nordwestschweiz, Standorte in Brugg, Windisch in Aargau und Muttenz
  - Zürcher Hochschule für Angewandte Wissenschaften (ZHAW) in Winterthur im Verbund der Zürcher Fachhochschule
  - Hochschule für Technik Zürich (HSZ-T) im Verbund der Zürcher Fachhochschule
  - ArchitekturWerkstatt der FHS St. Gallen[6]

## Vereinigte Staaten

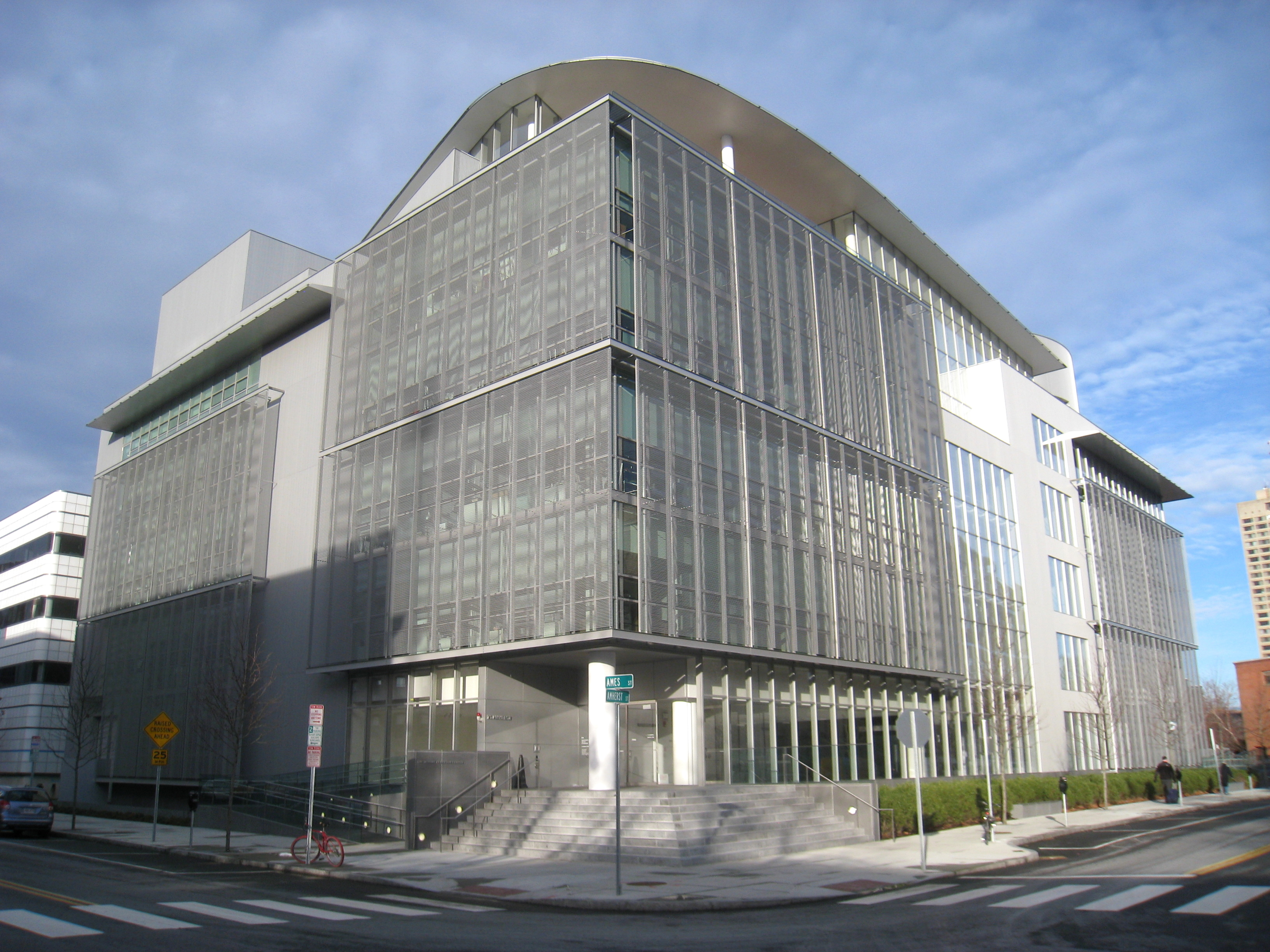
Ein Gebäude der MIT School of Architecture and Planning

Einige der namhaftesten Architektenausbildungsstätten der Welt befinden sich in den USA, darunter z. B.:
- Massachusetts Institute of Technology (MIT School of Architecture and Planning)
- University of California, Berkeley
- Harvard University[8]
- Columbia University
- University of California, Los Angeles
- California Polytechnic State University[9]
- Georgia Institute of Technology
- Cornell University[10]
- University of Pennsylvania
- University of Illinois at Urbana-Champaign
- University of Texas at Austin
- Yale University (Yale School of Architecture)

Universitäten wie diese bieten eine Vielzahl von Studiengängen und Studienabschlüssen an. Grundvoraussetzung für eine Berufszulassung als Architekt ist in den USA ein zumeist 5-jähriges Bachelor-Studium. Viele Architekten absolvieren im Anschluss daran noch ein 3-jähriges Master-Studium. Während das Bachelorstudium in vielen anderen College-Studiengängen ein Studium generale ist, findet im Fach Architektur sehr früh eine Konzentration auf Fachspezifisches statt. Weil die Hochschulen im Fach Architektur ihre jeweils eigenen Ausbildungskonzepte haben, ist es in diesem Fach auch wenig üblich, nach dem Associate-Degree (etwa aus Gründen der Kostenersparnis) die Hochschule zu wechseln.
Architektur, Bauingenieurwesen (architectural engineering), Landschaftsarchitektur und Baumanagement sind in den Vereinigten Staaten jeweils eigenständige Studienfächer.